# Duostomina
Duostomina es un género de foraminífero bentónico de la familia Duostominidae, de la superfamilia Duostominoidea, del suborden Robertinina y del orden Robertinida. Su especie tipo es Duostomina biconvexa. Su rango cronoestratigráfico abarca desde el Anisiense (Triásico medio) hasta el Rhaetiense (Triásico superior).

## Clasificación
Duostomina incluye a las siguientes especies:
- Duostomina alta
- Duostomina argolica
- Duostomina biconvexa
- Duostomina multangulata
- Duostomina rotundata
- Duostomina turboidea